# 降額定
降額定（derating或de-rating）是指為了延長電子元件的壽命，刻意運作在小於最大工作能力的情形。常見的例子包括運作在小於額定功率、小於額定電流或是小於額定電壓等。

## 電子元件

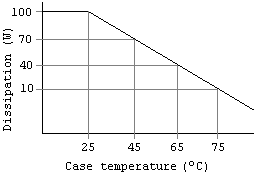
功率元件的降額定曲線

功率元件有其最大額定功耗值，但一般是在外殼溫度在25 °C（77 °F）時的值，功率元件的數據表一般也會有降額定曲線，說明在特定外殼溫度下，元件不會損壞的最大功耗值，在設計系統時需將這一部份列入考量。
以右圖的功率元件為例，元件在25 °C（77 °F）時額定為100 W，但若其散熱片在熱平衡後，溫度為65 °C（149 °F），則其額定只有40 W。最終的外殼溫度是元件外殼和散熱片之間熱阻、散熱片和外界熱阻的函數（這也包括散熱片的溫度/瓦數額定，數值越小表示冷卻效果越好。）
有些電容器在高溫時，其耐壓會下降，因為其介電質受熱軟化，其擊穿電場強度也會下降。這類電容器在其數據表中也會標示其降額定曲線。
降額定也用在表示超過正常使用的暫態電壓或電流（電流突波）的安全預度，或者只是單純用來延長壽命。例如電解電容若運作在低於最大溫度額定的條件下，其壽命會大幅提昇。

## 電子設備安裝
所有的調光器是利用熱傳導及對流來冷卻電子設備。同様的，若導線（如家庭配線）無法直接由空氣散熱（例如在導線管中），需要有額外的限流設備（例如保險絲或是斷路器），且限流準位需調整到不使導線過熱的程度。降額定是指一個設備在其散熱裝置不動作時，可以允許最大能力的減少量。